# Dom Juan ou le Festin de Pierre
Dom Juan, ou le Festin de Pierre é uma tragicomédia em cinco atos escrita por Molière, que estreou no Palais Royal em 15 de janeiro de 1665.

## Sinopse
Baseada em El burlador de Sevilla y convidado de piedra do espanhol Tirso de Molina, a obra apresenta um personagem infiel, sedutor, libertino, blasfemo, valente e hipócrita: Don Juan, um aristocrata bon vivant residente na Sicília, que coleciona conquistas amorosas, seduzindo moças da nobreza e criadas com o mesmo êxito. A única coisa que o interessa é a conquista, e abandona as mulheres tão logo aproveita-se delas. Suas conquistas despertam inimizades que o obrigam a bater-se em duelos, aos quais, também não se furta. Ponteia com cinismo seus relacionamentos com as pessoas de seu meio e questiona homossexuais e dogmas religiosos. Incapaz de resistir a um desafio, terá então de encarar o repto final: um jantar com a estátua do Comendador, que o levará para o Além.

## Reações à obra
Esta obra de Molière despertou uma enorme polêmica e fez com que as pessoas devotas se levantassem contra ela. Peça escrita imediatamente depois de Tartufo no qual Molière fustigava a hipocrisia de alguns beatos, pareceu aos olhos de alguns religiosos de sua época uma apologia da libertinagem. O único defensor da religião parece ser o criado Sganarelle, para quem ela se assemelha muito mais à superstição, e cujo papel cômico é evidente. A peça passou a sofrer ataques de todo tipo a partir de sua segunda encenação. Pediu-se a Molière que suprimisse determinadas cenas (a do pobre) e alguns diálogos que aparentemente zombavam da religião. Somente em 1682 conseguiu-se publicá-la, e em versões censuradas. Apenas em 1884 a peça voltou a ser representada de acordo com a versão original.

## As intenções de Molière
Molière alimenta a ambiguidade sobre suas intenções ao descrever um personagem que não é totalmente negativo: é inteligente e valente. Em seus duelos verbais contra Sganarelle, contra seu credor e contra seu pai, vence por larga margem. Por outro lado, seu cinismo e sua hipocrisia foram feitos para causar repugnância no espectador.
De fato, a peça é uma reflexão sobre a libertinagem e seus excessos. Molière é partidário do livre pensar, mas respeita as convicções religiosas. Ataca fundamentalmente todas as formas de hipocrisia, tanto a do devoto Tartufo como a do libertino Don Juan, capaz de tudo para satisfazer seus instintos. O final de Don Juan serve de conclusão moral: o cinismo e a hipocrisia do personagem são castigados com a morte.
O personagem de Sganarelle age como contraponto, serve para dar humanidade e comicidade a uma obra que sem ela seria bastante sombria.

## Don Juan ou o descomedimento
Alguns encaram o Don Juan como um arquétipo do descomedimento. Ele é um grande senhor, malvado, de enorme insolência. Don Juan maneja com maestria a ironia e o sarcasmo, a impertinência e a ofensa, a falta de respeito e a blasfêmia. Personifica a luta desapiedada entre o Classicismo e o Barroco.

## Frases
Dom Juan, V, 2— Não há mais vergonha nisto agora: a hipocrisia é um vício da moda, e todos os vícios da moda passam por virtudes. A personagem do homem de bem é a melhor de todas as personagens que se pode desempenhar hoje em dia, e a profissão de hipócrita tem vantagens maravilhosas. É uma arte cuja impostura é sempre respeitada; e o que quer que se descubra, nada se ousa contra ela.
Dom Juan, V, 2— Não deixarei de maneira alguma meus doces hábitos; mas terei cuidado de esconder-me e divertir-me-ei com pouco ruído. Que se eu vier a ser descoberto, verei, sem me abalar, toda a cabala tomar em mão os meus interesses, e serei defendido por ela para com e contra todos. Enfim, está aí o verdadeiro meio de fazer impunemente tudo o que eu quiser. Eu me promoverei a censor das ações de outrem, julgarei mal todo mundo e só terei boa opinião de mim. Desde que me tenham chocado, mesmo que seja pouco, não perdoarei jamais e guardarei docemente um ódio irreconciliável. Farei o vingador dos interesses do Céu, e, sob este pretexto cômodo, afastarei meus inimigos; eu os acusarei de impiedade, e saberei desencadear contre eles zelos indiscretos, que, com a autoridade que lhes é própria, sem conhecimento de causa gritarão em público contra eles, e que os abaterão de injúrias e os condenarão altamente. É assim que se deve aproveitar as fraquezas dos homens, e que um sábio espírito se acomoda aos vícios de seu século.

## Filmografia
| Ano  | Filme                     | Diretor        | Personagem       | Prêmios             |
| ---- | ------------------------- | -------------- | ---------------- | ------------------- |
| 1991 | Don Juan en los infiernos | Gonzalo Suárez | Fernando Guillén | Goya de melhor ator |